# Johann Lambert Kolleffel
Johann Lambert Kolleffel (getauft am 20. November 1706 in Maastricht; † 17. Dezember 1763 in Wien) war ein Militär und Kartograf.

## Leben
Seine Eltern waren Georg Eitel von Kolleffel aus dem Ravensburger Patriziergeschlecht Kolleffel und dessen Ehefrau Barbara Isabella, geb. van Hees. Im Jahre 1735 heiratete Johann Lambert Kolleffel Anna Magdalena von Scheitlin.
Er stand in österreichischem Dienst und erstellte im Jahr 1750 eine topografische Karte der (damals) österreichischen Markgrafschaft Burgau. Dabei entstanden auch zahlreiche Karten von einzelnen Dörfern, verbunden mit Kurzbeschreibungen, die wertvolle Informationen zu den herrschaftlichen, kirchlichen und wirtschaftlichen Verhältnissen enthalten. Es war die erste topografisch genaue Erfassung der geografischen Gegebenheiten in der Markgrafschaft.

## Werkausgaben
- Johann Lambert Kolleffel: Schwäbische Städte und Dörfer um 1750. Hrsg.: Robert Pfaud. 1972.
- Johann Lambert Kolleffel: Schwäbische Dörfer um 1750. Hrsg.: Robert Pfaud (= Beiträge zur Landeskunde von Schwaben. Band 2). Konrad, Weißenhorn 1974, ISBN 3-87437-106-9 (Nachdruck des Werkes von 1972 mit ḱleinen Ergänzungen).